# Soldadura per fricció

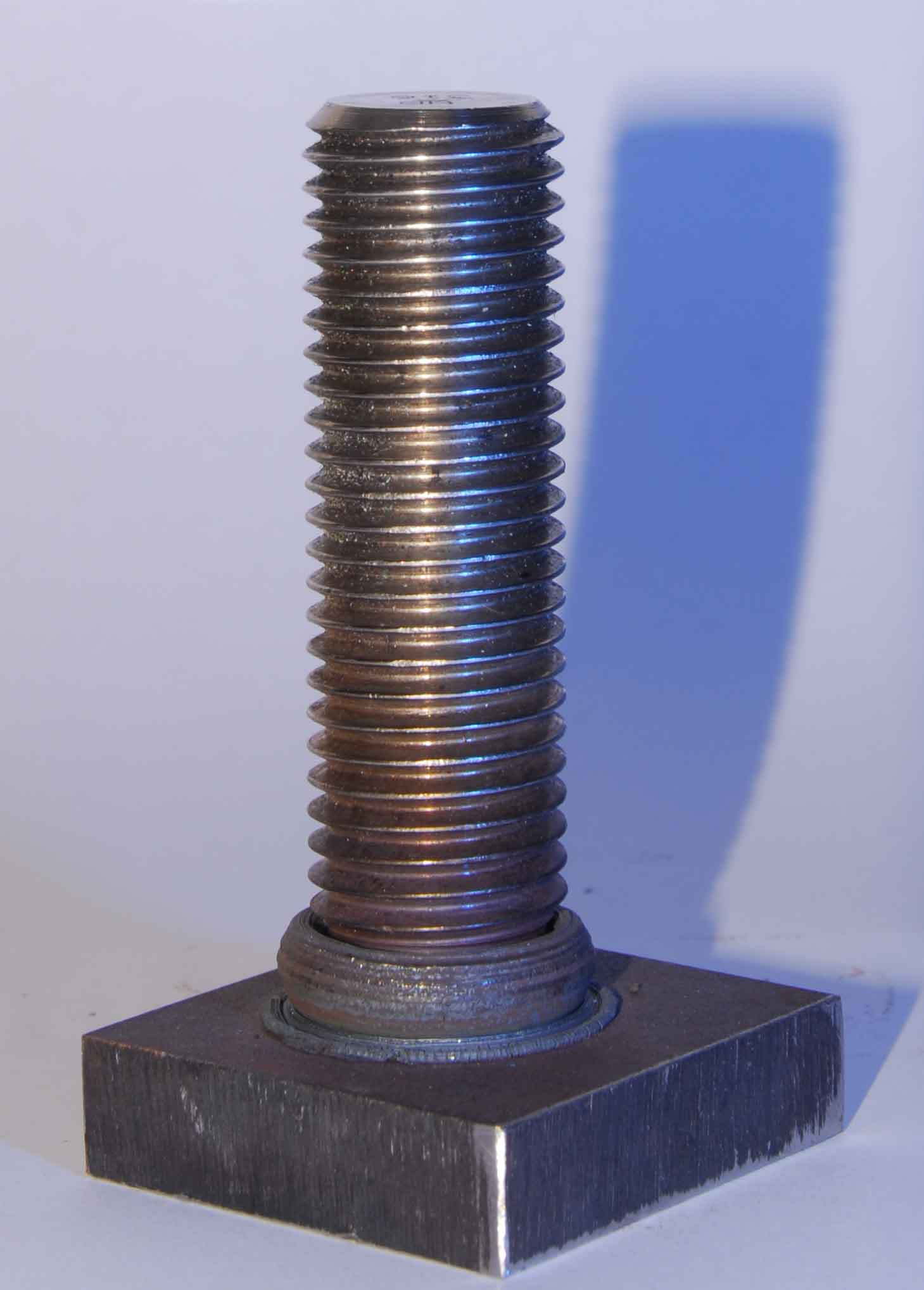
Dues peces unides mitjançant soldadura per fricció.

La soldadura per fricció és un mètode de soldadura que aprofita la calor generada per la fricció mecànica entre dues peces en moviment. És utilitzada per unir dues peces, tot i que una d'elles com a mínim sigui d'igual o diferent naturalesa, per exemple: acer dur i acer suau, alumini i aliatges, acer i coure, etc. El principi de funcionament consisteix que la peça de revolució gira en un moviment de rotació fix o variable al voltant del seu eix longitudinal i s'assenta sobre l'altra peça. Quan la quantitat de calor produïda per fricció és suficient per portar les peces a la temperatura de soldadura, es deté bruscament el moviment, i s'exerceix una empenta el qual produeix la soldadura per interpenetració granular.